# 茅田乡
茅田乡，是中华人民共和国湖北省恩施土家族苗族自治州建始县下辖的一个乡镇级行政单位。

## 行政区划
茅田乡下辖以下地区：
大茅田社区、小茅田村、耍操门村、后坡槽村、张大顶村、板场槽村、太和街村、雪岩顶村、朱家包村、咸池沟村、东龙河村、董家园村、八里荒村、把戏坨村、刺竹坪村、子母村、木桥村、青岩村、小溪河村、封竹坦村、锣底村、瓦渣坪村、铁厂村、新场坪村、阳坡村、三岔沟村、三道岩村、梦花岭村和兰鸿槽村。